# 皮埃爾-約瑟夫·佩爾提埃

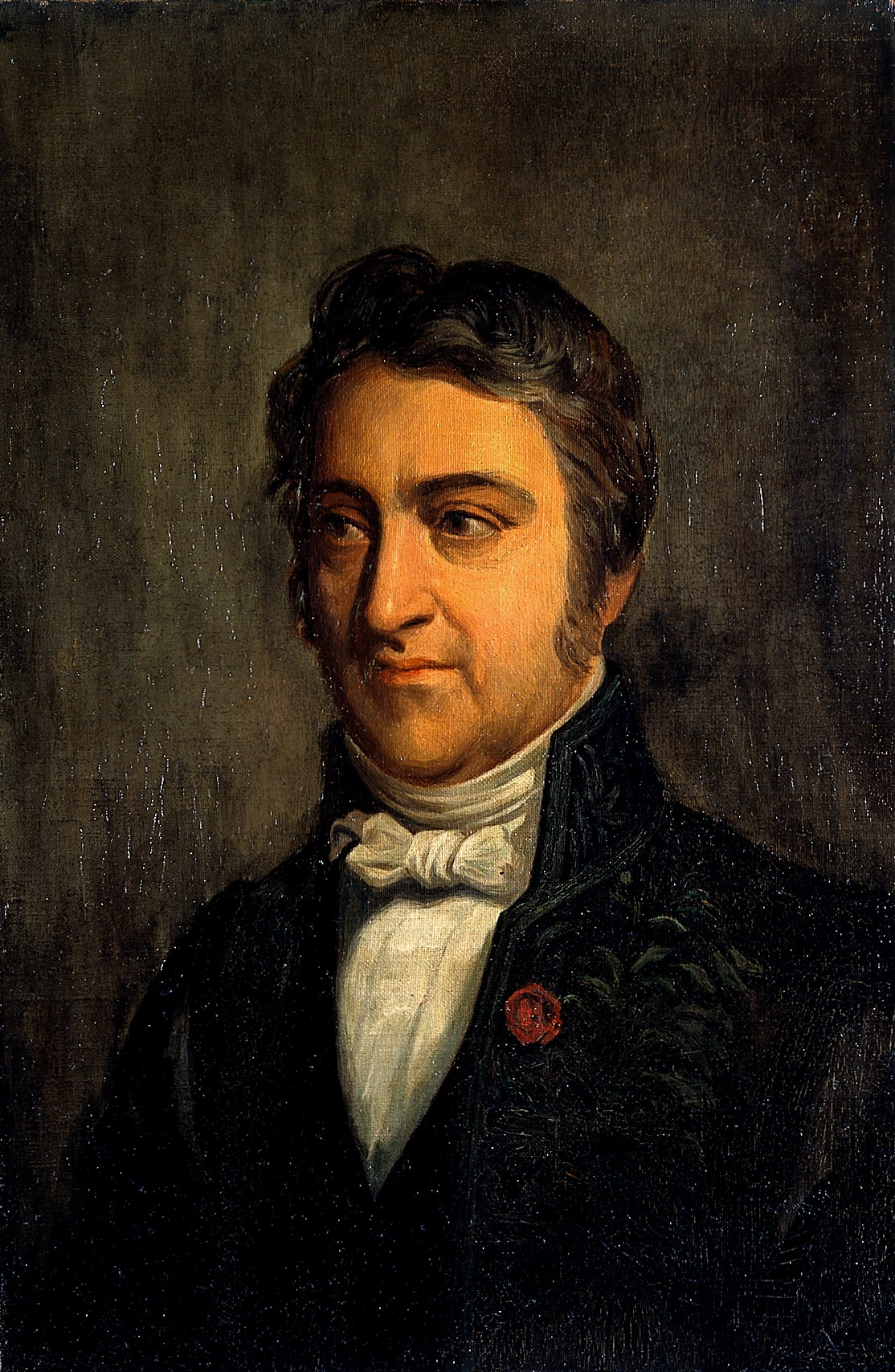
皮埃爾-約瑟夫·佩爾提埃

皮埃尔-约瑟夫·佩尔提埃（Pierre Joseph Pelletier，1788年3月22日—1842年7月19日）是一位法国化学家和药剂师。
他在植物生物碱领域做出了重要贡献，与约瑟夫·别奈梅·卡旺图共同发现了奎宁、咖啡因和马钱子碱。 他也是波兰化学家菲利普·沃尔特的合著者。